# Scream (альбом Tokio Hotel)
Scream — дебютний англомовний альбом німецького гурту Tokio Hotel. Він містить англомовні версії пісень з попередніх альбомів, зокрема Schrei та Zimmer 483. Назва Scream — переклад англійською назви їхнього першого альбому німецькою мовою (і дебютного взагалі) Schrei. В німецькомовних країнах альбом було випущено під назвою Room 483, котра, в свою чергу, є англійською назвою їхнього другого німецькомовного альбому («Zimmer 483»). Перший сингл альбому просто називався «Monsoon», а не «Through the Monsoon»; остання є буквальним перекладом оригінальної назви — «Durch den Monsun». Альбом зібрав більш ніж 1 000 000 продажів по всьому світу.

## Сприйняття
Перші критичні відгуки від Scream були різними. На Metacritic, який випустив більш ніж 100 критичних релізів та оцінював їх за шкалою у балах, альбом отримав 51 бал, ґрунтуючись на чотирьох рецензіях.

## Список композицій
| #  | Назва                | Автори пісень                                                                                     | Тривалість |
| -- | -------------------- | ------------------------------------------------------------------------------------------------- | ---------- |
| 1  | «Scream»             | Дейв Рот, Давид Йост, Ребекка Рот                                                                 | 3:21       |
| 2  | «Ready, Set, Go!»    | Д. Рот, Бензнер, Йост, П. Хофманн, Т. Кауліц, Б. Кауліц, Ребекка Рот                              | 3:34       |
| 3  | «Monsoon»            | Д. Рот, Бензнер, Йост, П. Хофманн, Б. Кауліц, Ребекка Рот                                         | 4:05       |
| 4  | «Love is Dead»       | Д. Рот, Бензнер, Йост, П. Хофманн, Т. Кауліц, Георг Лістінг, Густав Шефер, Б. Кауліц, Ребекка Рот | 3:42       |
| 5  | «Don't Jump»         | Д. Рот, Бензнер, Йост, П. Хофманн, Т. Кауліц, Б. Кауліц, Ребекка Рот                              | 4:09       |
| 6  | «On the Edge»        | Д. Рот, Бензнер, Йост, П. Хофманн, Т. Кауліц, Б. Кауліц, Ребекка Рот                              | 4:05       |
| 7  | «Sacred»             | Д. Рот, Бензнер, Йост, П. Хофманн, Б. Кауліц, Ребекка Рот                                         | 4:03       |
| 8  | «Break Away»         | Д. Рот, Бензнер, Йост, П. Хофманн, Т. Кауліц, Георг Лістінг, Густав Шефер, Б. Кауліц, Ребекка Рот | 3:24       |
| 9  | «Rescue Me»          | Д. Рот, Бензнер, Йост, П. Хофманн, Б. Кауліц, Р. Рот                                              | 3:56       |
| 10 | «Final Day»          | Д. Рот, Бензнер, Йост, П. Хофманн, Б. Кауліц, Р. Рот                                              | 3:03       |
| 11 | «Forgotten Children» | Д. Рот, Бензнер, Йост, П. Хофманн, Б. Кауліц, Т. Кауліц, Ребекка Рот                              | 4:34       |
| 12 | «By Your Side»       | Д. Рот, Бензнер, Йост, П. Хофманн, Б. Кауліц, Р. Рот                                              | 4:24       |

Бонусні треки Великої Британії
1. «Live Every Second» — 3:55
2. «Raise Your Hands» (Live In Madrid, MTV Day) — 3:47

Канадські додаткові композиції
1. «1000 Oceans» — 3:55
2. «Monsoon» (Live in Milan) (Enhanced Video) — 3:47

Бразильські та американські бонусні треки
1. «Live Every Second» — 3:50
2. «1000 Oceans» — 3:55
3. «Durch den Monsun (Original Version Of Studio Album Schrei 2005)» — 3:47

Бонусна композиція iTunes, США
1. «Black» — 3:21

Бонусний трек Hot Topic, США
1. «Raise Your Hands» (Studio version) — 3:37

У Best Buy є ексклюзивний DVD із закулісними записами під час концертів гурту в США та три live-відео («Scream» «Don't Jump» і «Rescue Me» Live At The Roxy [Concert Hall] In HollyWood).

## Хронологія випуску синглів
Європа (окрім Великої Британії)
- Monsoon
- Ready, Set, Go!
- Don't Jump

Велика Британія
- Ready, Set, Go!

Канада і США
- Scream
- Ready, Set, Go!
- Monsoon

Латинська Америка
- Ready, Set, Go!
- Monsoon
- Don't Jump (тільки Аргентина та радіо-реліз у Коста-Риці)

## Дати релізів
| Регіон                        | Дата                 |
| ----------------------------- | -------------------- |
| Німеччина, Італія, Нідерланди | 1 червня 2007 року   |
| Франція, Португалія           | 4 червня 2007 року   |
| Канада                        | 25 березня 2008 року |
| США                           | 6 травня 2008 року   |

## Чарти
| Чарт (2007)                            | Максимальна позиція |
| як альбом Scream                       | як альбом Scream    |
| -------------------------------------- | ------------------- |
| Бельгійський альбомний чарт (Фландрія) | 6                   |
| Бельгійський альбомний чарт (Валлонія) | 18                  |
| Канадський альбомний чарт              | 6                   |
| Данський альбомний чарт                | 29                  |
| Фінський альбомний чарт                | 31                  |
| Французький альбомний чарт             | 6                   |
| Грецький Міжнародний альбомний чарт    | 5                   |
| Італійський альбомний чарт             | 2                   |
| Мексиканський чарт Top 100 Albums      | 18                  |
| Нідерландський альбомний чарт          | 10                  |
| Норвезький альбомний чарт              | 21                  |
| Португальський альбомний чарт          | 6                   |
| Іспанський альбомний чарт              | 24                  |
| Шведський альбомний чарт               | 1                   |
| Billboard 200, США                     | 39                  |
| як Room 483                            |                     |
| Ö3 Austria Top 40                      | 27                  |
| Швейцарський альбомний чарт            | 26                  |

## Продажі та сертифікації
| Країна          | Сертифікація | Продажі/перевезення |
| --------------- | ------------ | ------------------- |
| Європа (IFPI)   |              | 600,000             |
| Франція         | Silver       | 63,800              |
| Греція (IFPI)   | Gold         | 16,000+             |
| Іспанія         | Gold         | 40,000+             |
| Португалія      | Platinum     | 25,000+             |
| Сполучені Штати |              | 105,000+            |
| Канада          |              | 25,000+             |
| Італія          | 2x Platinum  | 207,000+            |

## Внутрішні посилання
1. ↑  Tokio Hotel:Scream (2008): Reviews. Metacritic. CNET Networks, Inc. Архів оригіналу за 30 червня 2013. Процитовано 7 квітня 2009.
2. ↑  Архівована копія. Архів оригіналу за 19 липня 2011. Процитовано 28 липня 2009.{{cite web}}:  Обслуговування CS1: Сторінки з текстом «archived copy» як значення параметру title (посилання)
3. ↑  ultrapop.be/nl — Tokio Hotel — Scream[недоступне посилання з лютого 2019]
4. ↑  ultrapop.be/fr — Tokio Hotel — Scream[недоступне посилання з лютого 2019]
5. ↑  Canadian Album Charts
6. 1 2  swedishcharts.com — Tokio Hotel — Scream. Архів оригіналу за 2 лютого 2013. Процитовано 28 липня 2009.
7. ↑  finnishcharts.com — Tokio Hotel — Scream. Архів оригіналу за 2 лютого 2013. Процитовано 28 липня 2009.
8. ↑  lescharts.com — Tokio Hotel — Scream. Архів оригіналу за 2 лютого 2013. Процитовано 28 липня 2009.
9. 1 2  Ελληνικό Chart. Архів оригіналу за 17 липня 2011. Процитовано 28 липня 2009. [Архівовано 2004-02-18 у Wayback Machine.]
10. ↑  Classifica. Архів оригіналу за 6 травня 2007. Процитовано 28 липня 2009.
11. ↑  Mexican Chart Position. Архів оригіналу за 2 лютого 2013. Процитовано 28 липня 2009. [Архівовано 2012-10-24 у Wayback Machine.]
12. ↑  MegaCharts. Архів оригіналу за 10 червня 2007. Процитовано 28 липня 2009.
13. ↑  norwegiancharts.com — Tokio Hotel — Scream. Архів оригіналу за 2 лютого 2013. Процитовано 28 липня 2009.
14. ↑  rtp.pt. Архів оригіналу за 11 лютого 2011. Процитовано 28 липня 2009.
15. ↑  los40.com — actualidad. Архів оригіналу за 26 червня 2012. Процитовано 28 липня 2009.
16. ↑  US Album Charts. Архів оригіналу за 1 липня 2008. Процитовано 28 липня 2009.
17. ↑  Tokio Hotel — Room 483 — austriancharts.at. Архів оригіналу за 2 лютого 2013. Процитовано 28 липня 2009.
18. ↑  Tokio Hotel — Room 483 (Website uses wrong name) — hitparade.ch. Архів оригіналу за 2 лютого 2013. Процитовано 28 липня 2009.
19. ↑  Charts français. Архів оригіналу за 20 липня 2011. Процитовано 28 липня 2009.
20. ↑  Архівована копія. Архів оригіналу за 24 листопада 2012. Процитовано 13 травня 2022.{{cite web}}:  Обслуговування CS1: Сторінки з текстом «archived copy» як значення параметру title (посилання)
21. ↑  Portugal Albums Top 30 — Music Charts. Архів оригіналу за 29 червня 2015. Процитовано 28 липня 2009.
22. 1 2  Diamond Dominates Billboard 200 With First No. 1. Архів оригіналу за 1 липня 2008. Процитовано 28 липня 2009.
23. ↑  YouTube — Broadcast Yourself. Архів оригіналу за 12 серпня 2008. Процитовано 28 липня 2009.